# 尺側手根伸筋
尺側手根伸筋（しゃくそくしゅこんしんきん、英語: extensor carpi ulnaris muscle）は人間の上肢の筋肉で手関節の背屈、尺屈を行う。
上腕骨頭は上腕骨外側上顆、尺骨頭は尺側上部後面から起こり、第5中手骨底で停止する。